# 切雷什內韋 (扎波羅熱州)
47°17′28″N 36°53′57″E / 47.29111°N 36.89917°E
切雷什內韋（烏克蘭語：Черешневе）是位於烏克蘭東南部的村莊，由扎波羅熱州波洛希區的科米什-佐里亞市鎮負責管轄。該村面積1.09平方公里，海拔高度162米，2001年人口54，人口密度每平方公里49.5人。